# جنغجونغ ملك جوسون
جنغجونغ ملك مملكة جوسون الأحد عشر . (ينطق الاسم هكذا : جُنگجونگ) . (16 أبريل 1488 - 29 نوفمبر 1544) (حكم من 1506 إلى 1544) . اسمه عند الولادة يي يوك حكم في القرن السادس عشر مملكة جوسون وهي كوريا حالياً . خلف أخاه غير الشقيق الملك يونسان بسبب حكم الأخير الاستبدادي والسيئ، والذي بلغ ذروته في الانقلاب الذي أطاح به ووضع جونجونغ على العرش .

## التاريخ

### إصلاحات جو جوانغ-جو
في يوم إسقاط الملك يونسان أحاطت قوات الانقلاب بمنزل أخيه غير الشقيق الأمير العظيم جينسونغ . كان الأمير على وشك قتل نفسه ظناً منه أن الملك يونسان قرر أخيراً قتله ولكن أثنته زوجته عن ذلك، فوجد نفسه قد أصبح الملك الأحد عشر لمملكة جوسون ، وسمي بالملك جونجونغ . عمل الملك كل ما باستطاعته للقضاء على ما تبقى من عهد الملك يونسان عن طريق إعادة فتح سونغ كيون كوان والجامعة الملكية ومكتب الرقابة (المكتب المسؤول عن انتقاد القرارات الخاطئة للملك) . مع ذلك ففي الأيام الأولى من حكمه لم يستطع الملك ممارسة سلطاته بحرية بسبب قادة الثورة الذين كان لهم سلطة هائلة . بعد وفاة ثلاثة من قادة الانقلاب بسبب أسباب طبيعية كالتقدم في العمر بعد ثماني سنوات، بدأ الملك جونجونغ إثبات سيطرته وسلطته وأجرى إصلاحات واسعة النطاق في الحكومة بمساعدة جو جوانغ-جو وعلماء سارم الآخرين .
عزز جو جوانغ-جو الحكم الذاتي المحلي من خلال إنشاء نظام الحكم الذاتي المسمى هيانغ'ياك وأصدر كتابات كونفوشيوس بعد أن ترجمها للهانغول وتوزيعها على نطاق واسع، سعى لإصلاح الأراضي وهذا من شأنه إعادة توزيعها مساواة بين الأغنياء والفقراء، وطبق نظاماً مساعداً لتجنيد الموهوبين للحكومة . كما كان يؤمن بأنه يجب تعيين أي شخص موهوب حتى لو كان من العبيد كمسؤول بغض النظر عن طبقته الاجتماعية . وكمفتش عام قام بتطبيق القانون بشكل صارم لذا فإن أي مسؤول لن يتجرأ على تلقي رشوة أو استغلال السكان المحليين خلال وجوده في الحكومة وفقاً لحوليات مملكة جوسون.
مع ذلك واجهت الإصلاحات الكثير من اعتراضات المحافظين النبلاء الذين قادوا الانقلاب في 1506 ووضعوا جونجونغ على العرش . بعد أربع سنوات قصيرة من البرامج الإصلاحية، تخلى الملك فجأة عن الإصلاحات لأنه إما خسر ثقته بجو جوانغ-جو أو خشي أن يصبح جو جوانغ-جو أكثر قوة مما ينبغي . بينما شارك جونجونغ البرامج الإصلاحية مع جو جوانغ-جو، كان مهتماً للغاية في تثبيت سلطته الملكية في حين أن جو جوانغ-جو كان أكثر اهتماماً بالأيدولوجية الكونفوشيوسية الجديدة، لأن من يحكم يجب أن يكون مثلاً رفيعاً للآخرين . أخيراً في نوفمبر 1519 عندما افترى أحد المسؤولين المحافظين على جو جوانغ-جوبأنه خائن , عن طريق كتابة كتابٍ بعنوان ’’جو سيصبح الملك‘‘ (????, ????) فقام الملك بإعدام جو جوانغ-جو ونفى العديد من أتباعه وتخلى عن الإصلاحات فجأة . وتعرف هذه الحادثة بالمذبحة الثالثة في عام 1519 أو مجزرة العلماء .

### حكم الأصهار
بعد إسقاط جو غوانغ جو لم تتح الفرصة للملك ليحكم بذاته مرة أخرى . تميزت فترة حكمه بصراع مضطرب بين الفصائل المحافظة مدعومة بإحدى الملكات أو المحظيات . في 1524 اصطدمت الفصائل بعضها ببعض، واستطاع أحدها الإطاحة بالمسؤول الفاسد (كيم أنرو) . استطاع أتباع (كيم أنرو) الانتقام في 1527 بعد أن أثاروا فتنة حول (المحظية الملكية النبيلة جيونغ من عشيرة بارك) مما أدى لإعدامها مع ابنها (الأمير بوكسيونغ) . عاد (كيم أنرو) للسلطة وانتقم من أعدائه حتى أبعد من الحكومة وأعدم من قبل إخوة الملكة الجديدة، (يون ونرو) و (يون وون-هيونغ) . ومع ذلك استطاع (يون إم) حليف (كيم أنرو) الإبقاء على ابن شقيقته كولي للعهد ، حيث أن الملكة الجديدة الملكة مونجيونغ لم تنجب إلا في وقت لاحق . إنجونغ أصبح فيما بعد ولياً للعهد وتنافس خاله (يون إم) مع أشقاء الملكة مونجيونغ (يون ونرو) و (يون وون-هيونغ) . تجمع العديد من العلماء والمسؤولين حول مركزي السلطة والذين نموا حتى أصبحوا فصائل سياسية منفصلة . فصيل (يون إم) أصبح معروفاً باسم فصيل (يون الكبير) وأما فصيل الأخوين يون فأصبح يعرف باسم فصيل (يون الصغير) . أدى الصراع بينهم إلى مذبحة رابعة للعلماء بعد وفاة الملك جونجونغ بسنة عام 1545 .
بسبب ضعف السلالة الحاكمة نتيجة للصراع الداخلي المستمر ، عادت القوى الخارجية التي أبعدت من قبل الملوك السابقين، بتأثير أكبر هذه المرة . قام قراصنة ووكو بنهب المناطق الساحلية الجنوبية وقام الجورشن بالهجوم على المناطق الشمالية عدة مرات مستنزفة الجيش الضعيف .

### التقييم التاريخي
الملك جونجونغ كان ملكاً جيداً ومسؤولاً قادراً خصوصاً خلال فترة الإصلاح بقيادة جو جوانغ-جو . مع ذلك فقد حكم عليه المؤرخون بضعفه بسبب ظروف اعتلائه للعرش وأنه وقع تحت تأثير جو جوانغ-جو والوزراء المحافظين -الذين وضعوه على العرش- بكل سهولة . في كثير من الأحيان كان ينظر إليه كشخصية مأساوية حيث لم يكن يريد أن يصبح ملكاً لكنه أجبر ليصبح ملكاً ثم خلع محبوبته الملكة بسبب ضغوط قادة الانقلاب الذين قتلوا والدها . اقترح بعض المؤرخين مؤخراً أن الملك جونجونغ لم يكن ملكاً متلاعباً به من قبل وزرائه وأصهاره ، ولكنه استخدمهم ليتخلص منهم بضرب بعضهم في بعض ليعزز سلطته الملكية وإن لم ينجح في هذا بشكل كبير . في كلتا الحالتين فقد شابت فترة حكمه الكثير من الملابسات والعنف والفساد ومؤامرات البلاط . وانتقد خصيصاً لسماحه بحدوث المذبحة الثالثة وتنفيذ حكم الإعدام بجو جوانغ-جو بتهمة مؤطرة .
في الأيام الأولى لإصلاحات الملك، شجع نشر الكتب والمنشورات، ولكن هذا التشجيع انخفض بعد المذبحة الثالثة عام 1519 . حاول أيضاً تحسين الحكم الذاتي في المناطق المحلية ونجح في إصلاح امتحانات الخدمة المدنية . في الأيام الأخيرة من حكمه ، أدرك أهمية الدفاع وشجع الخدمة العسكرية .
عرف الملك جونجونغ بتعيينه جانغ غم كإحدى أطبائه الشخصيين . ولم يحدث قط في التاريخ الكوري أن أصبحت امرأة طبيبة ملكية . ومن الجدير بالملاحظة أنه حتى هذا اليوم لم تصبح أي امرأة طبيبة ملكية أو حتى رئاسية بعد العظيمة جانغ جيوم .

## الأسرة
- الأب : الملك سونغجونغ .
- الأم : الملكة تشونغهيون من عشيرة بابيونغ ين.[2]
- الزوجات :

1. الملكة دانغيونغ (단경왕후 / 端敬王后).
2. الملكة جانغيونغ (장경왕후 / 章敬王后).
3. الملكة منجونغ (문정왕후 / 文定王后).
4. المحظية الملكية النبيلة جيونغ من عشيرة باك , (ماتت في 23 مايو 1533) .[3]
5. المحظية الملكية النبيلة هوي من عشيرة هونغ , (1494 إلى 1581 .[4]
6. المحظية الملكية النبيلة تشانغ من عشيرة آنسان آهن , (1499 إلى 1549) .
7. هونغ سوك-وي .
8. إي سوك-وي .
9. نا سوك-وي .
10. إي سوك-وون .
11. كم سوك-وون .

- الأبناء :

1. الملك إنجونغ (인종대왕 / 仁宗大王)، وهو الابن الوحيد للملكة جانغيونغ .
2. الملك ميونغجونغ (명종대왕 / 明宗大王)، وهو الابن الوحيد للملكة منجونغ .
3. الأمير بوكسيونغ الابن الوحيد للمحظية الملكية النبيلة جيونغ .
4. الأمير جيوموون الابن الأول للمحظية الملكية النبيلة هوي .
5. الأمير بونغسيونغ الابن الثاني للمحظية الملكية النبيلة هوي .
6. الأمير يونغيانغ الابن الأول للمحظية الملكية النبيلة تشانغ .
7. الأمير ديوكهيونغ الابن الثاني للمحظية الملكية النبيلة تشانغ .[5]
8. الأمير هايان الابن الوحيد للسيدة هونغ سوك-وي .
9. الأمير ديوكيانغ الابن الوحيد للسيدة إي يوك-وي .
10. الأميرة هيوهاي الابنة الوحيدة للملكة جانغيونغ .
11. الأميرة ويهاي الابنة الأولى للملكة منجونغ .
12. الأميرة هيوسان الابنة الثانية للملكة منجونغ .
13. الأميرة جيونغهيون الابنة الثالثة للملكة منجونغ .
14. الأميرة إنسان الابنة الرابعة للملكة منجونغ .
15. الأميرة هايسان الابنة الأولى للمحظية الملكية النبيلة جيونغ .
16. الأميرة هايجيونغ الابنة الثانية للمحظية الملكية النبيلة جيونغ .
17. الأميرة جيونغسين الابنة الوحيدة للمحظية الملكية النبيلة تشانغ .
18. الأميرة جيونغسان الابنة الأولى للسيدة إي سوك-وون .
19. الأميرة هيوجيونغ الابنة الثانية للسيدة إي سوك-وون .
20. الأميرة سوكجيونغ الابنة الوحيدة للسيدة كم سوك-وون .

## اسمه الكامل بعد الوفاة
- الملك جونجونغ جونغهيي هويمون سومو هيومين سيونغهيو عظيم كوريا .
- King Jungjong Gonghee Hwimun Somu Heumin Seonghyo the Great of Korea
- 중종공희휘문소무흠인성효대왕
- 中宗恭僖徽文昭武欽仁誠孝大王

## التصوير الحديث
ظهر الملك جونجونغ في العديد من البرامج الدرامية التلفازية الكورية وأبرزها :
1. دراما هوانغ جين يي .
2. دراما مسلسل العظيمة جانغ جيوم .
3. دراما سيدات القصر (صور التنافس بين الملكة مونجيونغ ومحظيات الملك) .

في جميع البرامج الدرامية صور الملك جونجونغ كملك يريد الخير لشعبه ولكن دائماً ما يتم إقناعه بسبب مسؤوليه .